# Dominion Line

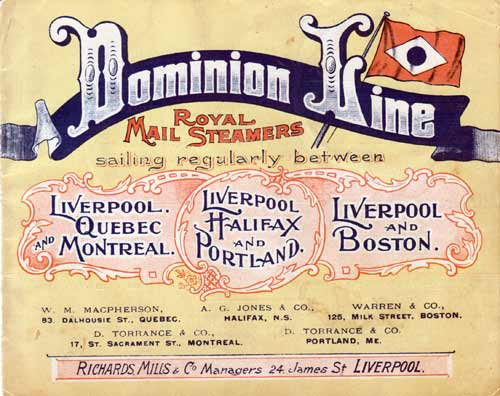
Werbeplakat aus den 1890er Jahren

Kontorflagge der Dominion Line

Die Dominion Line war eine britische Reederei mit Hauptsitz in Liverpool. Das Unternehmen betrieb einen Transatlantik-Liniendienst nach New Orleans, später dann nach den kanadischen Häfen der Ostküste (Montréal, Québec usw.).

## Geschichte
1870 wurde die Reederei als Mississippi Steamship Company Ltd. gegründet, um einen Liniendienst von Liverpool nach New Orleans zu unterhalten. 1872 mit Eröffnung der Dienste nach Kanada wurde der Reederei-Name in Mississippi & Dominion Steamship Company Ltd. geändert, mit der Zeit bürgerte sich aber die Bezeichnung Dominion Line ein. Die Schiffe waren an einem roten Schornstein mit schwarzer Kappe und einem weißen Band im oberen roten Teil zu erkennen.
Anfangs betrieb die Gesellschaft die Route Liverpool-New Orleans mit Zwischenstopps in Bordeaux, Lissabon und Havanna, dieser Dienst wurde bis 1914 betrieben. 1872 eröffnete die Reederei den Dienst nach Kanada, die Route verlief von Liverpool nach Queenstown-Québec und Montréal, ab 1886 wurden auch Belfast und Londonderry unterwegs angefahren, dafür aber Queenstown ausgelassen. Auch die Dienste in die Vereinigten Staaten wurden ausgebaut und die Häfen von Boston, Philadelphia und Baltimore dem Liniennetz eingefügt.
Die Schiffe der Linie waren meist mittelgroße Passagierschiffe, aber auch einige Frachtschiffe zählten zur Flotte. Ab den 1890er Jahren begannen dann die Schiffe von der Tonnage her zu wachsen, so 1898 die New England mit 11394 BRT und die Commonwealth aus dem Jahr 1900 mit 12097 BRT waren Anzeichen einer positiven Entwicklung. 1902 wurde die Dominion Line durch den US-Bankier J. P. Morgan aufgekauft und 1904 dem IMMC-Schifffahrtstrust angeschlossen.
Innerhalb des IMMC-Trusts wurde aber die White Star Line zur einzigen Passagierreederei ausgebaut, sodass die Dominion Line ihre größten Passagierschiffe an die White Star abgeben musste. Bis 1914 war die Reederei nur noch mit kleinen Schiffen vertreten und verlor immer mehr an Bedeutung. 1914 wurden die Passagierdienste eingestellt und auf dem Frachtsektor war man der Leyland Line untergeordnet. 1915 ging die IMMC in Konkurs und wurde in die Treuhänderschaft der US-Regierung übergeben.
1920 wurden die britischen Reedereien ausgegliedert, darunter auch die Reste der Dominion Line. Die Leyland Line übernahm die Dominion-Frachtschiffe und die White Star Line betrieb ihren Dienst nach Kanada unter dem Markennamen White Star-Dominion. 1926 wurde der Dominion-Name gestrichen und die Reederei hörte auf zu bestehen.

## Passagierschiffe
| Jahr        | Name          | Tonnage   | Werft                                | Status/Schicksal                                                         |
| 1872        | Memphis       | 2485 BRT  | A. McMillan & Co. Ltd., Dumbarton    | 1879 bei A Coruña gesunken                                               |
| 1872        | Vicksburg     | 2484 BRT  | A. McMillan & Co. Ltd., Dumbarton    | 1875 vor Neufundland nach Eisbergkollision gesunken                      |
| 1872 (1855) | Missouri      | 2249 BRT  | Caird & Co. Ltd., Greenock           | 1855: ex Hammonia, Hapag / 1872 an DL / 1873 gesunken                    |
| 1872        | Mississippi   | 2159 BRT  | A. McMillan & Co. Ltd., Dumbarton    | 1888 verkauft                                                            |
| 1872        | St. Louis     | 1827 BRT  | R. Clover & Co. Ltd., Birkenhead     | 1882 verkauft                                                            |
| 1874        | Ontario       | 3176 BRT  | A. McMillan & Co. Ltd., Dumbarton    | 1896 außer Dienst                                                        |
| 1874        | Dominion (I)  | 3176 BRT  | A. McMillan & Co. Ltd., Dumbarton    | 1895 verkauft                                                            |
| 1874 (1864) | Quebec        | 2138 BRT  | Tod & McGregor Ltd., Glasgow         | 1864: ex City of Dublin, Inman Line / 1874 an DL / 1888 verkauft         |
| 1876 (1855) | Borussia      | 2131 BRT  | Caird & Co. Ltd., Greenock           | 1854: Hapag / 1876 an DL / 1879 gesunken (169 Tote)                      |
| 1876 (1856) | Bavaria       | 2693 BRT  | Caird & Co. Ltd., Greenock           | 1856: ex Petropolis, Hapag / 1876 an DL / 1877 ausgebrannt               |
| 1877 (1856) | Teutonia      | 2693 BRT  | Caird & Co. Ltd., Greenock           | 1856: Hapag / 1877 an DL / 1882 verkauft                                 |
| 1878 (1869) | Brooklyn      | 4215 BRT  | Tod & McGregor Ltd., Glasgow         | 1869: ex City of Brooklyn, Inman Line / 1878 an DL / 1885 gesunken       |
| 1879        | Montreal      | 3712 BRT  | Laird Bros. & Co. Ltd., Birkenhead   | 1889 bei Belle Isle gesunken                                             |
| 1880        | Ottawa (I)    | 3712 BRT  | Laird Bros. & Co. Ltd., Birkenhead   | 1880 auf Jungfernfahrt bei Kap Roche gesunken                            |
| 1880        | Toronto       | 2583 BRT  | C. Connell & Co. Ltd., Glasgow       | 1894 verkauft                                                            |
| 1882        | Sarnia        | 3728 BRT  | C. Connell & Co. Ltd., Glasgow       | 1896 verkauft                                                            |
| 1883        | Oregon        | 3672 BRT  | C. Connell & Co. Ltd., Glasgow       | 1896 verkauft                                                            |
| 1884        | Vancouver     | 5202 BRT  | C. Connell & Co. Ltd., Glasgow       | 1910 außer Dienst                                                        |
| 1891        | Labrador      | 4737 BRT  | Harland & Wolff Ltd., Belfast        | 1899 bei Skerryvore gesunken                                             |
| 1893 (1869) | Hamilton      | 3617 BRT  | Palmers Bros. & Co. Ltd., Yarrows    | 1869: ex Nevada, Guion Line / 1893 an DL / 1896 außer Dienst             |
| 1896        | Canada        | 8806 BRT  | Harland & Wolff Ltd., Belfast        | 1926 außer Dienst                                                        |
| 1898        | New England   | 11394 BRT | Harland & Wolff Ltd., Belfast        | 1903 an White Star Line, Romanic                                         |
| 1898 (1894) | Dominion (II) | 6618 BRT  | Harland & Wolff Ltd., Belfast        | ex Prussia, Hapag, 1922 außer Dienst                                     |
| 1900        | Commonwealth  | 12097 BRT | Harland & Wolff Ltd., Belfast        | 1903 an White Star Line, Canopic                                         |
| 1903        | Columbus      | 15378 BRT | Harland & Wolff Ltd., Belfast        | 1903 an White Star Line, Republic (II)                                   |
| 1903 (1902) | Mayflower     | 13507 BRT | Hawthorn, Leslie & Co. Ltd., Hebburn | 1903: ex Hanoverian, Leyland Line / 1903 an DL / 1903 an White Star Line |
| 1905 (1875) | Ottawa (II)   | 5071 BRT  | Harland & Wolff Ltd., Belfast        | 1875: ex Germanic, White Star Line / 1905 an DL / 1910 verkauft          |
| 1917        | Regina        | 16313 BRT | Harland & Wolff Ltd., Belfast        | 1929 an Red Star Line, Westernland                                       |

## Frachtschiffe
| Jahr        | Name          | Tonnage  | Werft                         | Status/Schicksal                                                      |
| 1894        | Norseman (I)  | 4572 BRT | k. A.                         | 1899 nach Kollision gesunken                                          |
| 1895        | Roman         | 4572 BRT | k. A.                         | 1910 außer Dienst                                                     |
| 1895        | Scotsman      | 6041 BRT | k. A.                         | 1899 bei Belle Isle gesunken (13 Tote)                                |
| 1896        | Ottoman       | 4920 BRT | k. A.                         | 1911 außer Dienst                                                     |
| 1896        | Angloman      | 4920 BRT | k. A.                         | 1896 bei Anglesey gesunken                                            |
| 1897        | Cambroman     | 4920 BRT | k. A.                         | 1910 außer Dienst                                                     |
| 1898        | Irishman (I)  | 8801 BRT | k. A.                         | 1903 an National Line, Michigan (III)                                 |
| 1899        | Turcoman      | 5610 BRT | k. A.                         | 1921 an Leyland Line                                                  |
| 1899        | Englishman    | 5257 BRT | k. A.                         | 1916 torpediert und gesunken                                          |
| 1900 (1897) | Norseman (II) | 9545 BRT | Harland & Wolff Ltd., Belfast | 1897: ex Brasilia, Hapag / 1900 an DL / 1916 vor Saloniki torpediert  |
| 1902 (1888) | Manxman       | 4639 BRT | Harland & Wolff Ltd., Belfast | 1888: ex Cufic, White Star Line / 1902 an DL / 1919 verkauft          |
| 1903 (1891) | Welshman      | 5749 BRT | Harland & Wolff Ltd., Belfast | 1891: ex Tauric, White Star Line / 1903 an DL / 1921 an Leyland Line  |
| 1903 (1891) | Cornishman    | 5749 BRT | Harland & Wolff Ltd., Belfast | 1891: ex Nomadic, White Star Line / 1903 an DL / 1921 an Leyland Line |
| 1904 (1899) | Irishman (II) | 9510 BRT | k. A.                         | 1899: ex Michigan, National Line / 1904 an DL / 1924 verkauft         |
| 1917        | Rimouski      | 9281 BRT | k. A.                         | 1926 an Leyland Line, Bostonian (II)                                  |